# River Plate Aruba
Club Aruba River Plate – klub sportowy z Aruby z sekcjami piłki nożnej, założony 1 lutego 1953 roku w Madiki, dzielnicy Oranjestad. Swoje mecze rozgrywa na stadionie Guiilermo P. Trinidad. 

## Osiągnięcia
Mistrzostwo Aruby w piłce nożnej
- 1993
- 1997

## Drużyna piłkarska

### Skład na sezon 2017/2018
| Nr | Poz. | Piłkarz                     |
| -- | ---- | --------------------------- |
| 1  | BR   | Pierre F'Leus               |
| 2  | OB   | Aldrick Conor (wicekapitan) |
| 3  | OB   | Gikay Croes                 |
| 4  | OB   | Carlos Quandt (wicekapitan) |
| 5  | PO   | Alberto Grovell (kapitan)   |
| 6  | OB   | Derrick Tromp               |
| 7  | NA   | Carlos.B. Quandt            |
| 8  | OB   | Bryan Quandt                |
| 9  | NA   | Jelano Curden               |
| 10 | NA   | Albert Grovell              |
| 11 | NA   | Rufino Rodriquez            |
| 12 | BR   | Jermin Lacle                |

| Nr | Poz. | Piłkarz            |
| -- | ---- | ------------------ |
| 13 | OB   | Beatle Nadall      |
| 14 | PO   | Jeandre Boekhouwer |
| 15 | PO   | Kimali Chambers    |
| 16 | NA   | Lesly Angela       |
| 17 | PO   | Jorge Sanguino     |
| 18 | NA   | Johnito Grovell    |
| 19 | OB   | Gerry Quandt       |
| 20 | OB   | Jeanuar De Palm    |
| 21 | NA   | Shelton Charles    |
| 22 | NA   | Andres Gomez       |
| 23 | NA   | Nathanien Ras      |
| 24 | BR   | Gioshua Maduro     |